# Станіслав Ковальчик
Станіслав Ковальчик (пол. Stanisław Kowalczyk; 12 грудня 1924, Паб'яниці, Польська Республіка — 30 січня 1998, Варшава, Польща) — польський партійно-державний діяч, член Політбюро ЦК ПОРП, міністр внутрішніх справ ПНР у 1973—1980 роках. Належав до оточення Едварда Герека. Відправлено у відставку під тиском Солідарності.

## Партійність
Народився у робітничій сім'ї. Під час нацистської окупації працював на текстильному та хімічному заводах. У жовтні 1946 року вступив до Польської соціалістичної партії — відгалуження ПСП, орієнтоване на співпрацю з комуністами. У 1948 році став членом урядущої комуністичної ПОРП.
Закінчив Гірничо-металургійну академію у Кракові. Паралельно пройшов навчання у Центральній партійній школі ПОРП та був зарахований до партійного апарату.

## В економічному апараті
З 1950 року Станіслав Ковальчик обіймав різні посади в економічному відділі воєводського комітету ПОРП у Катовицях (1953—1956 — Сталіногруд). Очолював у комітеті сектор хімічної промисловості, потім відділ важкої промисловості й економічний відділ. У 1960—1964 роках — секретар воєводського комітету ПОРП.
У червні 1964 року Станіслава Ковальчика перевели в апарат ЦК ПОРП. З 1968 до 1971 рік — завідувач відділу важкої промисловості та зв'язку, у 1971—1973 роках — секретар ЦК з важкої промисловості. Грав помітну роль визначенні економічної політики ПОРП.

## У силовому апараті

### Призначення
Драматичні події 1970—1971 років — робітничі протести на Балтійському узбережжі та їх силове придушення — призвели до зміни партійно-державного керівництва ПНР. Едвард Герек, який змінив Владислава Гомулку на посаді першого секретаря ЦК ПОРП, почав формувати власну команду в усіх сферах управління. Під час цих змін Ковальчик перейшов з економічного спрямування на силовий.
22 березня 1973 року Ковальчика призначили міністром внутрішніх справ ПНР (його попередник Веслав Очепка місяцем раніше загинув в авіакатастрофі). Обіймав цю посаду в урядах Пйотра Ярошевича, Едварда Бабюха та короткий час за Юзефа Піньковського. У 1974 році отримав звання генерала бригади, у 1977 році — генерала дивізії громадянської міліції ПНР.
Станіслав Ковальчик належав до близького оточення першого секретаря Герека. З 1975 до 1980 рік перебував у найвищому органі партійно-державної влади — Політбюро ЦК ПОРП. У 1969—1982 роках був депутатом Сейму ПНР у депутатському клубі ПОРП.
Був нагороджений орденом Будівельників Народної Польщі, Офіцерським хрестом ордена Відродження Польщі, орденом «Прапор Праці».

### Діяльність
Політика Герека характеризувалася деяким пом'якшенням каральної політики, соціально-політичним маневруванням. Проте активна антикомуністична опозиція жорстко придушувалася силами МВС.
На період Ковальчикового міністерства довелося заснування Групи «D» IV департаменту МВС ПНР (листопад 1973 року). Цій секретній структурі було доручено «дезінтеграцію» польської католицької церкви, придушення католицької опозиції. За роки існування Група «D» здійснила низку провокацій, нападів і вбивств. Подібні таємні акції практикувалися і щодо інших опозиціонерів. Nieznani sprawcy («невідомі злочинці») підозрювалися у вбивстві активіста студентського руху Станіслава Пияса, обставини смерті якого залишилися нерозкриті.
У червні 1976 року підрозділи ЗОМО та Служба безпеки ПНР придушили робітничі протести у варшавському Урсусі, Радомі, Плоцьку. Сотні людей зазнали арештів і жорстокого побиття. Загибель Станіслава Пияса пов'язувалося саме з акціями студентської підтримки робітничих страйків.
У серпні 1980 року Ковальчик як міністр внутрішніх справ заснував оперативний штаб Lato'80, завданням якого було придушення масового страйкового руху Солідарності. Однак цього разу влада не зважилася на силові дії.

### Особливості
Водночас репресивна політика 1970-х років у суспільній свідомості асоціювалася не стільки з міністром Ковальчиком, скільки з іншими функціонерами МВС — заступниками міністра Мирославом Мілевським і Богуславом Стахурою, головним комендантом громадянської міліції Станіславом Зачковським, начальником Группи «D» Зеноном Платеком. За низкою оцінок саме генерал Мілевський був реальним главою МВС, тоді як Ковальчик лише формально затверджував його рішення.
Сам Ковальчик не виявляв у таких діях особливу активність, обмежуючись розпорядженнями загального характеру. Деякі дослідники характеризують Ковальчика як людину недалеку та пасивну, слухняного провідника партійного курсу без власних ідей і без особливих амбіцій. Але саме ці риси Ковальчика приваблювали Герека, який бажав мати на чолі МВС керованого функціонера. З цієї причини Герек віддав перевагу Ковальчику в його конфлікті з енергійним та амбітним генералом Францишеком Шляхцицем. Було відсторонено заступника міністра і начальника III (політичного) департаменту МВС генерала Генрика Пентека, відомого як прихильника Шляхцица.
На час міністерства Ковальчика припала операція Żelazo — кримінальна афера МВС, пов'язана з пограбуваннями у західноєвропейських країнах і подальшим присвоєнням цінностей функціонерами партійного та карального апарату. Проте сам Ковальчик не розглядався як її організатор — відповідальність за ці дії згодом поклали Мілевського.
Уявлення Ковальчика про ситуацію в країні не відрізнялися адекватністю. 1980 року, напередодні масових страйків, він інформував Герека про «повний контроль» МВС над Лехом Валенсою — тоді як у секретному рапорті військової контррозвідки генералу Чеславу Кіщаку однозначно вказувалося: Валенса став некерованим і небезпечним для режиму. Такі помилки обернулися розгубленістю партійного керівництва у Серпні-1980.

## Відставка та смерть
Масовий рух Солідарності змусив до відставки Едварда Герека та його команду. Новим першим секретарем ЦК ПОРП став Станіслав Каня. 8 жовтня 1980 року Станіслав Ковальчик залишив посаду голови МВС (замінений Мирославом Мілевським), 2 грудня 1980 року виведений зі складу ЦК. До 12 лютого 1981 року він формально обіймав посаду віцепрем'єра в уряді Юзефа Піньковського, але вже не мав реального політичного впливу.
Генерал Войцех Ярузельський, очоливши Раду міністрів ПНР, зняв Ковальчика з урядової посади. У січні 1982 року, під час воєнного стану, Ковальчик склав і депутатські повноваження.
Останні п'ятнадцять років Станіслав Ковальчик прожив суто приватне життя, всіляко уникаючи публічності. Помер у 73 роки, вже після зміни суспільно-політичного устрою Польщі. На відміну від Мілевського, Стахури, Платека й інших силовиків ПОРП, до кримінальної відповідальності Ковальчик не притягувався.